# ملعب متعدد الأغراض

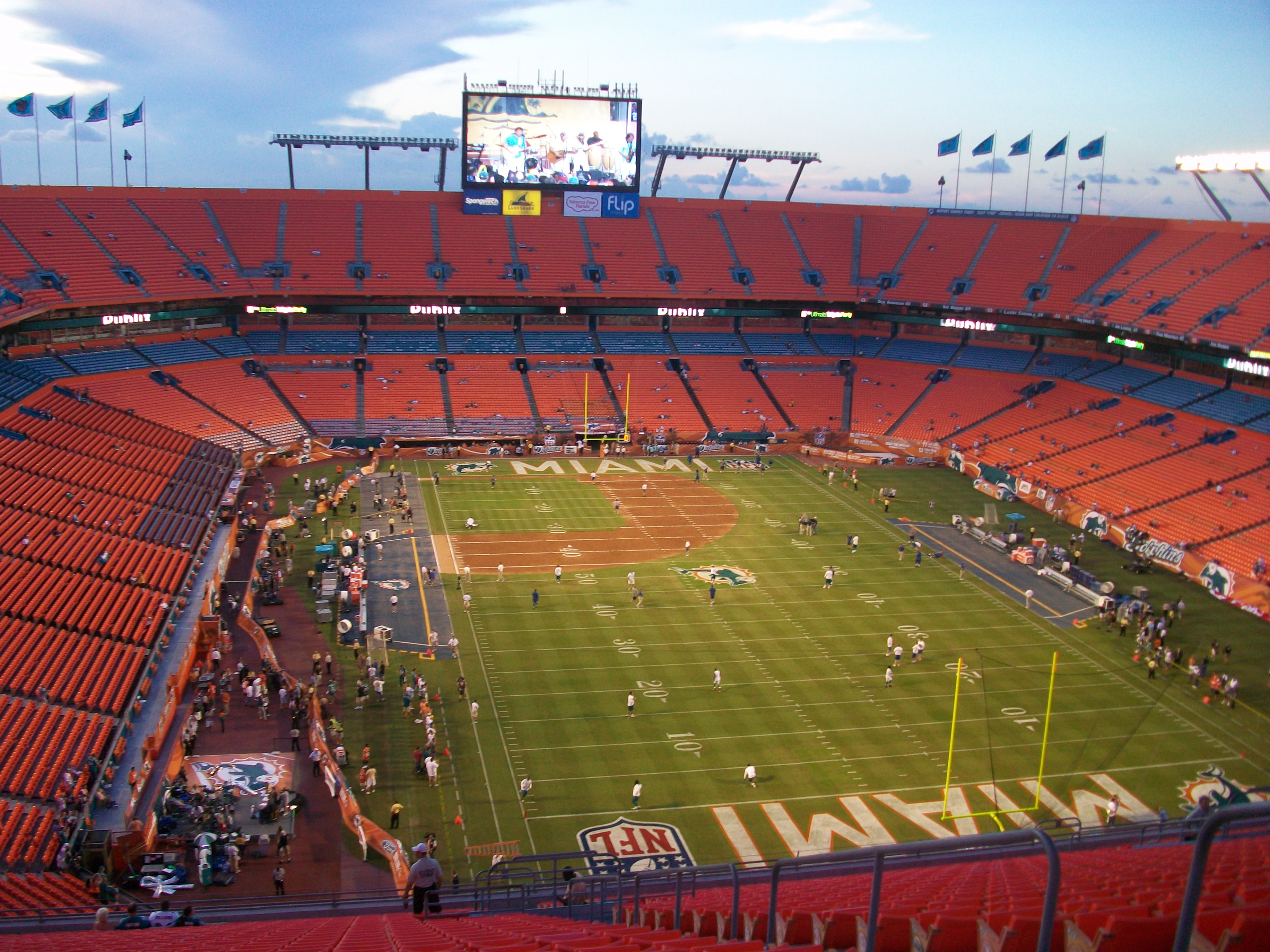
الجزء الداخلي من ملعب لاندشارك

ملعب متعدد الأغراض (بالإنجليزية: Multi-purpose stadium)‏ هو نوع من الملاعب مصمم بحيث يسهل استخدامه من قبل أنواع متعددة من الأحداث. في حين أنه من المحتمل أن يستضيف أي ملعب أكثر من نوع واحد من الرياضة أو الأحداث، يشير هذا المفهوم عادةً إلى فلسفة تصميم محددة تؤكد على تعدد الوظائف. يتم استخدامه بشكل شائع في كندا والولايات المتحدة، حيث تتطلب الرياضتان الجماعيتان الأكثر شهرة - كرة القدم الأمريكية والبيسبول - مرافق مختلفة جذريًا. يتطلب هذا تصميمًا خاصًا لاستيعاب كليهما، عادةً ما يكون بيضاويًا. في حين أن بناء الملاعب بهذه الطريقة يعني أن الفرق الرياضية والحكومات يمكنها تقاسم التكاليف، إلا أنه يفرض أيضًا بعض التحديات.

## في الولايات المتحدة
استضافت عدة ملاعب فرق رياضية متعددة قبل ظهور الملاعب متعددة الأغراض.
في مدينة نيويورك، استضاف ملعب بولو غراوندز فرق كرة القدم الأمريكية في وقت مبكر، حيث أن طبيعته المستطيلة تناسب كرة القدم جيدًا كما تم استخدامه للبيسبول. تم تصميم ملعب يانكي الأصلي لاستيعاب كرة القدم، بالإضافة إلى سباقات المضمار والميدان، بالإضافة إلى استخدامه الأساسي للبيسبول.
بالإضافة إلى لعبة البيسبول، استضاف فينواي بارك وبريفز فيلد كرة القدم الجامعية وأيضًا العديد من فرق كرة القدم المحترفة (تم نقلهم جميعًا في غضون بضع سنوات). في حين أن ريجلي فيلد، تم بناؤه في الأصل للبيسبول ، فقد استضاف أيضًا شيكاغو بيرز، واستضاف كوميسكي بارك شيكاغو كاردينالز، واستضاف ملعب تايجر ديترويت ليونز. تم بناء أماكن لاحقة مثل ملعب كليفلاند وملعب مقاطعة ميلووكي واستاد بالتيمور التذكاري لاستيعاب كل من البيسبول وكرة القدم.
في عشرينيات القرن الماضي، في نيو إنجلاند، كان من الممكن أن تتلاءم الملاعب الخارجية للمسار الخشبي مثل إيست هارتفورد فيلودروم و بروفيدانس سيكلدروم، مع بعض التنازلات، على ملعب كرة قدم أمريكي في ملاعبهم: فرق اتحاد كرة القدم الأميركي المبكرة في كل مدينة استخدموا الفيلودروم كملاعبهم الرئيسية.